# 17. november
17. november er dag 321 i året i den gregorianske kalender (dag 322 i skudår). Der er 44 dage tilbage af året.
Anianus dag. Der er måske tale om en biskop fra Orleans.

### Begivenheder
Født - Dødsfald
- 1558 - Elizabeth 1. efterfølger sin halvsøster Mary som Englands dronning.
- 1869 - Suezkanalen, som er bygget af den franske ingeniør Ferdinand Lesseps, åbnes af den franske kejserinde Eugénie.
- 1903 - Ruslands socialdemokratiske arbejderparti splittes i to grupperinger: bolsjevikkerne (russisk for "flertal") og mensjevikkerne (russisk for "mindretal").
- 1917 - Tidligt om morgenen rammer den største kendte meteorregn Jorden over Nordamerika og det østlige Rusland. Gennemsnitligt passerer 2.300 meteorer i minuttet over Arizona, USA, i en periode på 20 minutter fra kl. 05.00 om morgenen.
- 1918 - På et propfyldt folkemøde i Åbenrå kræver H.P. Hanssen sønderjydernes selvbestemmelsesret - genforening med Danmark.
- 1926 - Charlestondans forbydes på Frederiksberg.
- 1944 - Med stor koldblodighed stjæler en gruppe sabotører fra modstandsbevægelsen 1.000 maskinpistoler fra Hærens Geværfabrik på Amager og bringer dem væk i lastbiler. De undslipper tyskerne efter at Langebro gik op bag dem.
- 1951 - Tegneserien Rasmus Klump får sin verdenspremiere denne dag.
- 1957 - En Vickers Viscount-maskine med indregistrering G-AOHP fra British European Airways nødlander ved Ballerup efter en fejl på alle tre motorer under indflyvning til Kastrup Lufthavn. Årsagen er en fejl ved flyets antioverisningssystem.
- 1962 - Som et forsøg laves Strøget i København om til gågade. Forsøget gøres permanent i 1964.
- 1962 - Gruppen The Four Seasons med Frankie Valli som forsanger indtager førstepladsen på den amerikanske hitliste med sangen ”Big Girls Don’t Cry” og bliver der i alt fem uger.
- 1970 - Elton John optager denne dag et live-album på radiostationen WABC-FM i New York, USA. Det er første gang nogensinde, en koncert blev sendt live på radioen og samtidig optages til albumudsendelse. Albummet får titlen ”11-17-70”.
- 1970 - Det første køretøj nogensinde landsættes på Månen. Køretøjet - det russiske 8-hjulede "Lunokhod 1" - er blevet bragt til Månen med rumsonden "Luna17" og bliver (ubemandet) fjernstyret fra Jorden. På den første månedag kører "Lunokhod 1" 200 meter - de næste 3 dage godt 3.600 meter. I alt når køretøjet at tilbagelægge 10,54 km, inden det holder op med at fungere den 4. oktober 1971.
- 1973 - England og Frankrig aftaler at bygge en tunnel under Den engelske Kanal.
- 1973 - Det socialdemokratiske folketingsmedlem Erhard Jakobsen bryder med Socialdemokratiet og stifter det nye parti Centrum-Demokraterne.
- 1985 - Brøndby hyldes for første gang som danske fodboldmestre, hvilket havde stået klart i tre uger. Brøndby var rykket op i 1. division i 1981. Lyngby får sølv og AGF bronze. Ud af 1. division rykker Frem, Hvidovre, Køge og B 93. Op fra 2. division kommer KB og Randers Freja.
- 1989 - Studenterdemonstrationer i Prag opløses med magt af myndighederne. Det resulterer i, at den folkelige bevægelse mod regeringen, Borgerligt Forum, ledet af Vaclav Havel, træder frem.
- 1989 - Bulgariens parlament vælger Petar Mladenov til præsident efter at have afsat Todor Zhivkov, der havde siddet på magten siden 1971. Mladenov stiller frie valg i udsigt.
- 1989 - 92 omkommer ved en kulmineulykke i Jugoslavien syd for hovedstaden Beograd. Det er en af de alvorligste mineulykker nogensinde i Jugoslavien.
- 1993 - I den sidste kvalifikationskamp til VM i fodbold 1994 i USA taber Danmarks fodboldlandshold i Sevilla 1-0 til Spanien. Dermed kommer Danmark ikke med til VM på grund af færre scorede mål end Irland, som slutter à point med Danmark.
- 1997 - 67 personer, heraf 57 turister, bliver dræbt uden for et tempel i Dronningernes dal nær turistbyen Luxor i Egypten under et angreb foretaget af fundamentalistiske muslimer. Mange af de dræbte er japanske og schweiziske turister. Den militante muslimske gruppe Jamaa Islamyya tager ansvaret for angrebet. Gruppen kæmper for en islamisk stat i Egypten.
- 1999 - I Parken i København vinder Danmarks fodboldlandshold den anden og sidste play-off kamp om kvalifikation til EM i 2000 i Holland/Belgien med 3-0 over Israel. Målene scores af Ebbe Sand, Brian Steen Nielsen og Jon Dahl Tomasson. Dermed har Danmark med samlet 8-0 kvalificeret sig til EM.
- 2003 - GIMPS beviser at mersennetallet 220.996.011-1 er et primtal og sætter med 6.320.430 cifre en ny rekord for verdens største kendte primtal.
- 2009 - Kommunal- og regionsvalg.

### Født
- 9 - Vespasian, romersk kejser (død 79).
- 1755 - Ludvig 18., fransk konge (død 1824).
- 1780 - P. O. Brøndsted, dansk arkæolog (død 1842).
- 1790 - August Ferdinand Möbius, tysk matematiker (død 1868).
- 1881 - Johannes Poulsen, kgl. dansk skuespiller og instruktør (død 1938).
- 1921 - Albert Bertelsen dansk billedkunstner (død 2019).
- 1922 - Jørgen Johansen, dansk professionel bokser, europamester i letvægt 1952-54 (død 1991)
- 1924 - Tom M. Jensen, dansk maler, tegner og forfatter (død 2008).
- 1925 - Rock Hudson, amerikansk skuespiller (død 1985).
- 1938 - Susse Wold, dansk skuespillerinde.
- 1940 - Luke Kelly, irsk musiker og sanger fra The Dubliners (død 1984)
- 1942 - Martin Scorsese, amerikansk filminstruktør.
- 1942 - Bo Holmberg, svensk socialdemokratisk politiker (død 2010).
- 1944 - Danny DeVito, amerikansk skuespiller.
- 1949 - Nguyễn Tấn Dũng, vietnamesisk politiker.
- 1952 - Cyril Ramaphosa, sydafrikansk præsident.
- 1955 - David Ackland Tanner, dansk kemiker og professor.
- 1960 - Britt Malka, dansk it-forfatter.
- 1966 - Jeff Buckley, amerikansk musiker (død 1997).
- 1966 - Sophie Marceau, fransk skuespillerinde.
- 1968 - Cecilia Zwick Nash, dansk skuespillerinde.
- 1976 - Beate Bille, dansk skuespillerinde.
- 1978 - Rachel McAdams, canadisk skuespillerinde.
- 1982 - Astrid Krag, dansk politiker og tidligere minister.

### Dødsfald
- 594 - Gregor af Tours, biskop og historiker (født ca. 539).
- 1558 - Maria 1., engelsk dronning (født 1516).
- 1592 - Johan 3., svensk konge (født 1537).
- 1829 - Ove Malling, dansk historiker og gehejmestatsminister (født 1748).
- 1917 - Auguste Rodin, fransk skulptør (født 1840).
- 1941 - Robert Schmidt, dansk skuespiller (født 1882).
- 1945 - Elna Munch, dansk politiker og kvindesagsforkæmper (født 1871).
- 1945 - Jens Olsen, dansk astromekaniker (født 1872)
- 1959 - Heitor Villa-Lobos, brasiliansk komponist (født 1887).
- 1985 - Lon Nol, cambodjansk premierminister (født 1913).
- 1986 - Georges Besse, Renaults administrerende direktør (født 1927) - myrdet.
- 2003 - Peter Lindroos, finsk operasanger (født 1944) - bilulykke.
- 2006 - Ferenc Puskas, ungarsk fodboldspiller (født 1927).
- 2006 - Preben Thomsen, dansk præst og forfatter (født 1933).
- 2007 - Lars E. Christiansen, dansk journalist (født 1935).
- 2012 - Margaret Yorke, engelsk forfatter (født 1924).
- 2013 - Doris Lessing, engelsk forfatter (født 1919).

|  | Denne datoartikel kan blive bedre, hvis der indsættes et (bedre) billede Du kan hjælpe ved at afsøge Wikimedia Commons for et passende billede eller uploade et godt billede til Wikimedia Commons iht. de tilladte licenser og indsætte det i artiklen. |